# Трофимовка (приток Сельди)
Трофимовка — река в России, протекает в Ульяновской области. Левый приток Сельди.

## География
Трофимовка берёт начало северо-восточнее села Сиуч. Течёт на юго-восток по открытой местности через деревню Елизаветино. Устье реки находится у села Тетюшское в 26,6 км по левому берегу реки Сельдь. Длина реки составляет 18 км. 

## Данные водного реестра
По данным государственного водного реестра России относится к Верхневолжскому бассейновому округу, водохозяйственный участок реки — Свияга от истока до села Альшеево, речной подбассейн реки — Волга от впадения Оки до Куйбышевского водохранилища (без бассейна Суры). Речной бассейн реки — (Верхняя) Волга до Куйбышевского водохранилища (без бассейна Оки).
По данным геоинформационной системы водохозяйственного районирования территории РФ, подготовленной Федеральным агентством водных ресурсов:
- Код водного объекта в государственном водном реестре — 08010400512112100002257
- Код по гидрологической изученности (ГИ) — 112100225
- Код бассейна — 08.01.04.005
- Номер тома по ГИ — 12
- Выпуск по ГИ — 1